# Танцер, Курт
Курт Танцер (нем. Kurt Tanzer; 1 ноября 1920 — 25 июня 1960) — немецкий военный лётчик.

## Биография
Родился 1 ноября 1920 года в Москве. После окончания летной школы 18 марта 1942 года был направлен в 12./JG 51, которая воевала на советско — германском фронте. Свою 35-ю победу одержал 5 мая 1943 года.
5 декабря за 39 побед Танцер был награждён Ritterkreuz. Был ранен, несколько раз возвращался на фронт в составе разных подразделений. Так, в составе Jafü 6 и Ostpreußen одержал ещё 17 побед.
Закончил войну с 143 победами, одержанными в 723 боевых вылетах.
После войны служил в бундеслюфтваффе. Погиб в катастрофе 25 июня 1960 года, когда его T-33 пропал над Балтийским морем в условиях плохой погоды.